# Tuckia zuluana
Tuckia zuluana es una especie de polilla de la familia Tortricidae. Se encuentra en Sudáfrica.